# Diecéze Penang
Diecéze Penang (latinsky Dioecesis Pinangensis, je biskupství římskokatolické církve se sídlem v malajském městě George Town. Jeho katedrálním kostelem je kostel Sv. Ducha. Diecéze je součástí církevní provincie Kuala Lumpur.

## Stručná historie
Diecézi zřídil v roce 1955 papež Pius XII., vyčleněním z teritoria malacké diecéze.